# George P. Wilbur
George Peter Wilbur (Kent, 6 marzo 1941 – 1º febbraio 2023) è stato un attore e stuntman statunitense.

## Biografia
Nato in una piccola cittadina del Connecticut, diventò membro della "Stuntmen's Association" nel 1972. Divenne famoso per aver preso parte a molti film dell'orrore tra i quali Poltergeist - Demoniache presenze, Nightmare 5 - Il mito e Il silenzio degli innocenti. Inoltre vestì i panni di Michael Myers in Halloween 4 - Il ritorno di Michael Myers e Halloween 6 - La maledizione di Michael Myers.

## Filmografia parziale
- Il pianeta delle scimmie (Planet of Apes), regia di Franklin J. Schaffner (1968)
- 1999: conquista della Terra (Conquest of the Planet of the Apes), regia di J. Lee Thompson (1972)
- Mezzogiorno e mezzo di fuoco (Blazing Saddles), regia di Mel Brooks (1974)
- L'inferno di cristallo (The Towering Inferno), regia di Irwin Allen e John Guillermin (1974)
- 1997: Fuga da New York (Escape from New York), regia di John Carpenter (1981)
- Star Trek II - L'ira di Khan (Star Trek: The Wrath of Khan), regia di Nicholas Meyer (1982)
- Poltergeist - Demoniache presenze (Poltergeist), regia di Tobe Hooper (1982)
- Per fortuna c'è un ladro in famiglia (Max Dugan Returns), regia di Herbert Ross (1983)
- Ghostbusters - Acchiappafantasmi (Ghostbusters), regia di Ivan Reitman (1984)
- Poltergeist II - L'altra dimensione (Poltergeist II: The Other Side), regia di Brian Gibson (1986)
- Trappola di cristallo (Die Hard), regia di John McTiernan (1988)
- Halloween 4 - Il ritorno di Michael Myers (Halloween 4: The Return of Michael Myers), regia di Dwight H. Little (1988)
- Nightmare 5 - Il mito (A Nightmare on Elm Street: The Dream Child), regia di Stephen Hopkins (1989)
- Il silenzio degli innocenti (The Silence of the Lambs), regia di Jonathan Demme (1991)
- Halloween 6 - La maledizione di Michael Myers (Halloween 6: The curse of Michael Myers), regia di Joe Chappelle (1995)

## Curiosità
Nella serie animata I Griffin il presentatore Tom Tucker dice che il suo nome d'arte da giovane è proprio George Peter Wilbur, uno degli attori preferiti di Peter Griffin, il cui film preferito è Halloween 4